# Gnaphosa sericata
Gnaphosa sericata es una especie de araña araneomorfa del género Gnaphosa, familia Gnaphosidae. Fue descrita científicamente por L. Koch en 1866.
Habita en los Estados Unidos, desde Utah a Míchigan y Nueva York, al sur de México, Florida y Cuba.